# Hemitrullus
Hemitrullus is een geslacht van rechtvleugeligen uit de familie krekels (Gryllidae). De wetenschappelijke naam van dit geslacht is voor het eerst geldig gepubliceerd in 2001 door Gorochov.

## Soorten
Het geslacht Hemitrullus omvat de volgende soorten:
- Hemitrullus banlungi Gorochov, 2001
- Hemitrullus changi Gorochov, 2001
- Hemitrullus alboapex Gorochov, 2001
- Hemitrullus nigroapex Gorochov, 2001
- Hemitrullus perspicillaris Ingrisch, 1987